# Thea Hvistendahl
Thea Hvistendahl   (1989) és una cineasta noruega més coneguda per la pel·lícula de terror atmosfèric del 2024 Descansa en pau.

## Trajectòria
Hvistendahl va estudiar cinema a la Westerdals School of Communication d'Oslo i va començar a dirigir curtmetratges i anuncis publicitaris a principis de la dècada del 2010. El 2017 va participar al programa Berlinale Talents per a desenvolupar el seu curtmetratge Satans barn, que es va estrenar el 2019.
Descansa en pau, el primer llargmetratge de Hvistendahl, una adaptació de la novel·la Hanteringen av odöda de l'escriptor suec John Ajvide Lindqvist amb música de Peter Raeburn, es va estrenar a la World Cinematic Dramatic Competition del Festival de Cinema de Sundance.